# Józef Grzegorz Lessel
Józef Grzegorz Karol Lessel (* 6. Oktober 1802 in Warschau; † 1844 ebenda) war ein polnischer Architekt, der vor allem in Warschau wirkte und hier auch im Stadtbauamt tätig war.

## Leben
Lessel war der Sohn des deutschstämmigen Friedrich Albert Lessel, der ebenfalls in Warschau als Architekt arbeitete. Seine erste Ausbildung erhielt er bei seinem Vater. 1823 wurde er Applikant beim Warschauer Stadtbaumeister Adolf Schuch. In Folge studierte er im Ausland, teilweise finanziert von der Stadtverwaltung Warschaus. Von 1825 bis 1826 war er so in Paris an der dortigen Akademie der Schönen Künste. Aufenthalte in Italien und England folgten. 1829 kehrte er nach Warschau zurück. 1830 erhielt er den Titel eines Baumeisters 3. Klasse (gültig im gesamten Königreich Polen). Bereits am 29. Juni 1829 war er zum Stellvertreter des Zweiten Warschauer Baumeisters ernannt worden. Am 11. März 1830 wurde er dann Zweiter Baumeister mit einem Gehalt von 5.000 Złoty. In seiner Funktion als städtischer Architekt arbeitete er seit 1835 mit Alfons Ferdynand Kropiwnicki zusammen. Lessel war Ehrenmitglied des Bauaufsichtsgremiums der katholischen Kirchen Warschaus.
Das bekannteste Projekt Lessels war die sogenannte Vorstadt-Synagoge im Warschauer Stadtteil Praga, eine von damals nur sechs Synagogen-Rundbauten in Europa. Von ihm stammte auch der Entwurf zu einer Mikwe in der Ulica Kłopotowskiego 31. Außerdem gehen die Baupläne der metallurgischen Fabrik von Karol Minter mit einem angrenzenden Palais für den Unternehmer auf ihn zurück. Weitere größere Bauten, die unter seiner Leitung entstanden, waren die nicht mehr bestehende Pfarrei der Kirchengemeinde des Heiligen Alexanders an der Ecke Plac Trzech Krzyży und Ulica Książęca sowie mehrere Feuerwachen mit Aussichtstürmen und diverse Mietshäuser.
Der Architekt war zweimal verheiratet, zunächst (1834) mit Emma Johanna Katarzyna Brandt, danach (1841) mit Wanda-Helena Helbich. Er hatte zwei Kinder und wurde auf dem Powązki-Friedhof begraben.

## Weitere Bauten (Auswahl)
- Beteiligung am Umbau des Jabłonowski-Palastes (1817–1819)
- Bau des Ersten Lessel-Hauses (1827), kriegszerstört, 1949 von Teodor Bursze wiederaufgebaut
- Bau des Zweiten Lessel-Hauses (1829–1830), kriegszerstört, 1946 wiederaufgebaut
- Bau des Kestner-Mietsgebäudes, Ecke Krakowskie Przedmieście 27 und Ulica Kozia (um 1836)
- Bau des Pavillons des Krankenhauses des Polnischen Roten Kreuzes, Ecke Ulica Smolna 6 und Aleja 3 Maja (existiert nicht mehr)